# 아부라카와역
아부라카와역(일본어: 油川駅)은 일본 아오모리현 아오모리시에 위치한 동일본 여객철도 쓰가루 선의 철도역이다. 단선 승강장 1면 1선의 구조를 갖춘 지상역이다.

## 이용 현황
| 승차 인원 추이 | 승차 인원 추이 |
| 연도           | 1일 평균       |
| -------------- | -------------- |
| 2000           | 550            |
| 2001           | 520            |
| 2002           | 477            |
| 2003           | 426            |
| 2004           | 411            |
| 2005           | 462            |
| 2006           | 447            |
| 2007           | 430            |
| 2008           | 392            |
| 2009           | 379            |
| 2010           | 411            |
| 2011           | 439            |
| 2012           | 434            |
| 2013           | 458            |

## 역 주변
- 아부라카와 시민 센터

## 역사
- 1951년 12월 5일 : 일본국유철도의 역으로서 개업.
- 1958년 10월 21일 : 소액급을 해제해 화물 취급을 폐지.
- 1970년 7월 1일 : 화물 취급을 완전 폐지.
- 1971년 4월 1일 : 역 업무를 일본 교통 관광사에 위탁.
- 1987년 4월 1일 : 일본국유철도 분할 민영화에 의해, 동일본 여객철도가 승계.
- 1988년 4월 1일 : 역 업무 위탁을 해제, 무인화.
- 1990년 : 자동 발권기 도입.
- 2003년 10월 1일 : 역 업무를 제스터로 이관.
- 2015년 7월 1일 : 제스터가 합병되어, JR 동일본 도호쿠 종합 서비스로 이관.

## 인접 역
| 쓰가루 선              | 쓰가루 선   | 쓰가루 선                |
| ---------------------- | ----------- | ------------------------ |
| 아오모리 아오모리 방면 | ■ 쓰가루 선 | 쓰가루미야타 민마야 방면 |